# Columbus Symphony Orchestra
La Columbus Symphony Orchestra (CSO) è un'orchestra sinfonica americana con sede a Columbus, Ohio. È la più antica organizzazione artistica della città e la sua sede è l'Ohio Theatre. Il direttore generale dell'orchestra è Denise Rehg. Rossen Milanov è il direttore musicale dell'orchestra.
La Columbus Symphony offre ogni anno 12 programmi di concerti classici, principalmente in coppie di due spettacoli, 6 programmi pop e 2 Concerti per bambini. In estate l'orchestra esegue una serie di programmi pop all'aperto, "Picnic with the Pops" e "Popcorn Pops", sul prato del Columbus Commons. La Columbus Symphony funge anche da orchestra per l'Opera Columbus e il Ballet Met.

## Storia
La Columbus Symphony Orchestra fu fondata nel 1951 come la Columbus Little Symphony, in seguito alla scomparsa della precedente orchestra sinfonica professionale della città, la Columbus Philharmonic Orchestra. Il primo direttore musicale dell'orchestra fu il flautista e direttore d'orchestra Claude Monteux. Nel suo primo anno, la Columbus Little Symphony presentò una serie di 5 concerti con 28 musicisti. La sua prima stagione di concerti piena ebbe luogo alla Central High School (ora COSI Columbus) nel 1952. Nel 1955 la Columbus Little Symphony divenne ufficialmente la Columbus Symphony Orchestra. Dalla sua fondazione fino al 1961 l'orchestra era unica nel suo genere, era diretta esclusivamente da donne, veterane dell'Associazione delle donne della Columbus Philharmonic.
Il direttore musicale più longevo fu Evan Whallon, che diresse l'orchestra per 26 stagioni, dal 1956 al 1982. Dal 1956 al 1970 l'orchestra tenne concerti al Franklin County Veterans Memorial Auditorium. L'Ohio Theater fu la sede dell'orchestra dal 1970. L'ex cinema fu salvato dalla demolizione e ristrutturato in gran parte per fornire una nuova sala per l'orchestra.
In assenza di una compagnia d'opera professionale a Columbus, la Columbus Symphony iniziò a presentare opere liriche negli anni '70. A quel tempo era anche in grado di assumere i suoi primi musicisti a tempo pieno, aumentando così il livello dei suoi spettacoli. Entro il 1980 la Columbus Symphony presentava tre produzioni operistiche completamente allestite ogni anno. Nel 1981 quando l'orchestra festeggiava il suo trentesimo anniversario, era cresciuta dai tre concerti della sua prima stagione a una serie sinfonica di nove concerti, tre concerti popolari, un'orchestra da camera e una serie di gruppi, oltre 200 programmi educativi e tre importanti concerti pop all'aperto. Il 1983 iniziò la stagione inaugurale dei Picnic della Columbus Symphony con la serie di concerti estivi Pop, ora una tradizione fondamentale dell'Ohio.
Durante gli anni '80 e '90 l'orchestra si espanse per dimensioni e attività diventando un'orchestra di 53 musicisti a tempo pieno e offrendo una gamma completa di concerti di musica classica e pop con noti artisti ospiti. Inoltre iniziò ad esibirsi con l'Opera Columbus e il Ballet Met ed ampliò le sue attività educative, sia nelle Columbus City Schools che con un programma di Orchestra Giovanile. Nel 2001 celebrò il suo 50º anniversario con un concerto di debutto alla Carnegie Hall sotto la bacchetta del direttore musicale Alessandro Siciliani. Günther Herbig, l'ex direttore della Detroit Symphony Orchestra, fu il consulente musicale dell'orchestra durante la ricerca di un direttore musicale dopo il mandato a Siciliani.
Dopo una ricerca durata due anni la direzione nominò Junichi Hirokami come sesto direttore musicale dell'orchestra il 1º giugno 2006. Nel 2008 l'orchestra subì una grave crisi finanziaria, causando una grave disputa sul lavoro incentrata su una proposta del consiglio dell'orchestra di ridurre il numero dei musicisti a tempo pieno dal 53 a 31. La stagione estiva dei pop fu cancellata ed i musicisti dell'orchestra organizzarono una serie di concerti indipendenti durante la sospensione delle attività orchestrali, diretti da Siciliani e Hirokami. I problemi dell'orchestra furono oggetto di attenzione nazionale con articoli apparsi su The Plain Dealer a Cleveland, The Cincinnati Enquirer, The New York Times, The Wall Street Journal e altre pubblicazioni. Durante la crisi finanziaria dell'orchestra del 2008 Hirokami sostenne con forza i musicisti, il che causò tensioni nei rapporti tra lui e il consiglio e la direzione dell'orchestra. Il 13 novembre 2008, in una lettera ai musicisti dell'orchestra, Hirokami annunciò che il consiglio della Columbus Symphony Orchestra lo aveva licenziato dal suo incarico, con effetto immediato. Herbig tornò come direttore principale ospite d'orchestra de facto, sebbene senza quel titolo formale, e come consigliere musicale.
Il 22 settembre 2008 la direzione annunciò che il consiglio e i musicisti della CSO avevano ratificato un nuovo contratto che permetteva ad una stagione concertistica 2008-2009 interrotta, di proseguire dopo cinque mesi di silenzio. Il nuovo contratto conservava le 53 posizioni a tempo pieno dell'orchestra, ma riduceva gli stipendi di circa il 27%. Ulteriori tagli alle spese di gestione ridussero il budget annuale di un totale di $ 2,7 milioni per un nuovo budget annuale di $ 9,5 milioni. Le concessioni erano fatte, secondo le notizie, con lo scopo di preservare l'orchestra. A seguito della disputa, la commissione sinfonica selezionò Martin Inglis, come nuovo presidente. Successivamente il direttore esecutivo Tony Beadle lasciò l'organizzazione. Roland Valliere iniziò il suo incarico come direttore esecutivo dell'orchestra il 3 agosto 2009. Durante la stagione 2009-2010 la Columbus Symphony riprese ad esibirsi in un'intera stagione di concerti di musica classica e pop, per la prima volta da poi della disputa.
Jean-Marie Zeitouni è stato direttore musicale dal 2010 al 2014. Il settimo direttore musicale dell'orchestra, nominato nel 2014, è Rossen Milanov. Il noto direttore bulgaro assunse le sue funzioni a tempo pieno a partire dalla stagione 2015-2016. A luglio 2016 il rapper Nelly suonò con la Columbus Symphony Orchestra.

## Direttori musicali
- Claude Monteux (1953–1956)
- Evan Whallon (1956–1982)
- Christian Badea (1983–1991)
- Alessandro Siciliani (1991–2003)
- Günther Herbig (2003–2006 e 2009–2011; consigliere musicale)
- Junichi Hirokami (1º giugno 2006 – 2008)
- Jean-Marie Zeitouni (2010–2014)
- Rossen Milanov (2015–in carica)

## Orchestra dei Giovani
La Columbus Symphony sponsorizza anche un programma di Orchestra Giovanile, diretto da Andrés Lopera. Il programma è diviso in quattro orchestre, basate su abilità ed età.
- Archi junior - classi 3-6
- Archi da camera - classi 6-9
- Orchestra di cadetti - classi 7-10
- Orchestra giovanile - classi 9-12

## Avvenimenti degni di nota
- 1951 - La Columbus Little Symphony, diretta dal violinista George Hardesty, debutta al Museo Archeologico e Storico dell'Ohio.
- 1960 - Il Columbus Symphony Chorus è organizzato come un gruppo di volontari con più di 100 voci.
- 1970 - La Columbus Symphony Orchestra trasferisce i suoi concerti in una nuova sede, l'Ohio Theatre, che è stata conservata in parte per fornire una sala acusticamente superiore per l'orchestra.
- 1974 - Una sovvenzione del National Endowment for the Arts consente alla Columbus Symphony di produrre Il barbiere di Siviglia, rendendo la CSO una delle poche orchestre statunitensi che producono opere. La CSO continuò a mettere in scena opere ogni stagione fino alla fondazione della compagnia indipendente OperaColumbus nel 1980.
- 1978 - Una sovvenzione della Battelle Foundation consente all'orchestra di assumere ulteriori musicisti a tempo pieno, conferendo all'istituzione un nucleo di 13 orchestrali professionisti e aiutandola a raggiungere una qualità più elevata delle prestazioni.
- 1999 - La CSO si esibisce con Luciano Pavarotti per un pubblico tutto esaurito al Centro Schottenstein.
- 2001 - Nell'ambito della sua celebrazione annuale del 50º anniversario, l'orchestra e il coro si esibiscono alla Carnegie Hall di New York.
- 2008 - L'orchestra affronta una crisi finanziaria. Il Picnic con la stagione dei Pops è annullato.
- 2008 - Yo-Yo Ma esegue il Concerto per violoncello di Haydn in do con l'orchestra, il 15 maggio. A sostegno della sinfonia, parla al pubblico (una sala piena di gente) e rimane sul palco per suonare l'ultimo pezzo del programma (Bolero di Maurice Ravel).
- 2009 - La Columbus Symphony torna in primavera con una stagione abbreviata con artisti ospiti come il pianista Emanuel Ax e il trombettista Chris Botti. La serie estiva, "Picnic con i Pops", viene ripristinata e inizia il 20 giugno.
- 2009 - La Columbus Symphony lancia un calendario completo dei concerti per la stagione 2009 - 2010.